# Micromus umbrosus
Micromus umbrosus is een insect uit de familie van de bruine gaasvliegen (Hemerobiidae), die tot de orde netvleugeligen (Neuroptera) behoort. 
Micromus umbrosus is voor het eerst wetenschappelijk beschreven door Navás in 1931.